# Varieté
Varieté è un film muto del 1925 diretto da Ewald André Dupont che uscì nelle sale in Germania il 16 novembre 1925. Ambientato tra gli artisti del circo, vede tra i protagonisti Emil Jannings e Lya De Putti.

## Trama
Boss, condannato per omicidio, sconta la sua pena in carcere. Un giorno viene chiamato dal direttore che gli annuncia che per lui è stata chiesta la grazia. L'uomo, che non ha mai voluto spiegare i motivi del suo gesto, comincia a raccontare il perché del delitto avvenuto dieci anni prima.
Famoso trapezista, aveva dovuto abbandonare la scena del circo a causa di un tremendo incidente. Nel quartiere di St. Pauli, ad Amburgo, gestiva un piccolo locale di spettacoli. Un giorno, conosce una bella ballerina che era arrivata nel suo locale insieme a un marinaio. Per la bella Berta-Marie, Boss lascia moglie e figlio e ritorna al circo, creando insieme alla sua compagna un numero che viene notato dal trapezista Artinelli. Costui li ingaggia per il suo spettacolo a Berlino: il trio ottiene un grande successo. Ma, ancora una volta, tutto cade addosso a Boss quando scopre che i due suoi partner sono diventati amanti. Artinelli, freddo e cinico, ha sedotto Berta-Marie. Davanti al tradimento, Boss uccide il rivale e poi si consegna alla polizia.
Ora Boss, dopo aver scontato dieci anni di carcere, viene rilasciato.

## Produzione
Il film fu prodotto dalla Universum Film AG (UFA).

## Distribuzione
Distribuito dalla Universum Film (UFA), il film uscì nelle sale cinematografiche tedesche dopo una prima tenuta il 16 novembre 1925. Negli Stati Uniti, il film uscì in prima a New York il 27 giugno 1926: era distribuito dalla Paramount Pictures con il titolo Jealousy. Nel 2004, ne venne curata un'edizione in VHS distribuita dalla Grapevine Video. L'anno seguente, sempre per il mercato statunitense, venne distribuito in DVD.